# Holt megye (Missouri)
Holt megye az Amerikai Egyesült Államokban, azon belül Missouri államban található. Megyeszékhelye Oregon, legnagyobb városa Mound City. Lakosainak száma 4223 fő (2020. április 1.). Holt megye Atchison, Doniphan, Nodaway, Andrew, Richardson és Nemaha megyékkel határos.

## Népesség
A megye népességének változása:
| Lakosok száma | 4900 | 4826 | 4652 | 4568 | 4484 | 4223 |
|               | 2010 | 2011 | 2012 | 2013 | 2015 | 2020 |